# Ciel (marque)
Pour les articles homonymes, voir ciel.
Ciel est — depuis 1992 — une marque commerciale de la société britannique Sage.
C'était  :
- l'acronyme de la Compagnie internationale d'édition de logiciels française ;
- le logiciel « CIEL » de gestion créé en 1986 par cette société, édité pour les petites entreprises, artisans, commerçants, indépendants, professions libérales et créateurs d'entreprises.

## Historique

### Editeur de logiciels
La Compagnie internationale d'édition de logiciels est créée en 1986 et édite des logiciels de gestion pour Windows et Mac OS X. La société, achetée en 1992 par la société Sage, est dissoute  le 4 février 2014.
En 2024, Ciel est toujours une filiale du groupe Sage depuis 1992. La société édite des logiciels de gestion et de comptabilité pour les petites et moyennes entreprises. En France, Ciel se positionne comme le premier fournisseur des logiciels de gestion à destination des artisans, commerçants, indépendants, professions libérales et créateurs d'entreprises.

### Marque CIEL
Le logotype actuel a été déposé le 2 décembre 2005 par la SASU SAGE.
Le dépôt du nom a été renouvelé le 20 novembre 2009 par la SAS Compagnie internationale d'édition de logiciels, puis la propriété en a été transférée à la SASU SAGE le 19 mars 2014. 
Depuis 2011, la directrice générale de la marque est la britannique Joséphine Ray.

## Produit

### Versions du logiciel CIEL
Le logiciel est proposé en deux versions : Ciel compta pour les PME et Ciel Associations pour les associations.
En 2014, la version Mac OS X est abandonné par l'éditeur,.

### Mécontentement des revendeurs et des utilisateurs
Devant les plaintes grandissantes des revendeurs, le ClubCiel regroupant plus de 40 revendeurs est créé en 2015.